# Federico Chiesa
Federico Chiesa (Génova, provincia de Génova, Italia, 25 de octubre de 1997) es un futbolista italiano que juega como centrocampista en el Liverpool F. C. de la Premier League de Inglaterra.

## Biografía
Es hijo de Enrico Chiesa, exfutbolista de la selección italiana, la Unione Calcio Sampdoria, el Parma Calcio, la ACF Fiorentina, y la Società Sportiva Lazio, entre otros.

## Selección nacional
Ha sido internacional con la selección de fútbol de Italia en 51 ocasiones. Debutó el 23 de marzo de 2018, en un encuentro amistoso ante la selección de Argentina que finalizó con marcador de 2-0 a favor de los argentinos. Su primer gol con la selección lo marcó el 18 de noviembre de 2019 ante Armenia en la goleada por 9 a 1 por parte de lo italianos, encuentro en el que también dio 3 asistencias de gol.[cita requerida]
Participó en la Eurocopa 2020. En el partido de octavos de final ante Austria anotó el primer tanto del encuentro en los primeros minutos de una prórroga en la que Italia conseguiría vencer por 2-1. También marcó el gol italiano en las semifinales ante España, logrando Italia la clasificación para la final en la tanda de penaltis después de que Álvaro Morata forzara la prórroga.

### Participaciones en Eurocopas
| Eurocopa                | Sede                | Resultado        |
| ----------------------- | ------------------- | ---------------- |
| Eurocopa Sub-21 de 2017 | Polonia             | Semifinal        |
| Eurocopa Sub-21 de 2019 | Italia y San Marino | Fase de grupos   |
| Eurocopa 2020           | Europa              | Campeón          |
| Eurocopa 2024           | Alemania            | Octavos de final |

## Estadísticas

### Clubes
Actualizado al último partido disputado el 15 de agosto de 2025. Resaltadas temporadas en calidad de cesión.
| Club                       | Temporada     | Div.          | Liga  | Liga  | Liga   | Copas nacionales | Copas nacionales | Copas nacionales | Copas internacionales | Copas internacionales | Copas internacionales | Total | Total | Total  | Media goleadora |
| Club                       | Temporada     | Div.          | Part. | Goles | Asist. | Part.            | Goles            | Asist.           | Part.                 | Goles                 | Asist.                | Part. | Goles | Asist. | Media goleadora |
| -------------------------- | ------------- | ------------- | ----- | ----- | ------ | ---------------- | ---------------- | ---------------- | --------------------- | --------------------- | --------------------- | ----- | ----- | ------ | --------------- |
| ACF Fiorentina · Italia    | 2016-17       | 1.ª           | 27    | 3     | 2      | 2                | 0                | 0                | 5                     | 1                     | 0                     | 34    | 4     | 2      | 0.12            |
| ACF Fiorentina · Italia    | 2017-18       | 1.ª           | 36    | 6     | 5      | 2                | 0                | 0                | —                     | —                     | —                     | 38    | 6     | 5      | 0.16            |
| ACF Fiorentina · Italia    | 2018-19       | 1.ª           | 37    | 6     | 2      | 4                | 6                | 2                | —                     | —                     | —                     | 41    | 12    | 4      | 0.29            |
| ACF Fiorentina · Italia    | 2019-20       | 1.ª           | 34    | 10    | 6      | 3                | 1                | 0                | —                     | —                     | —                     | 37    | 11    | 6      | 0.3             |
| ACF Fiorentina · Italia    | 2020-21       | 1.ª           | 3     | 1     | 1      | —                | —                | —                | —                     | —                     | —                     | 3     | 1     | 1      | 0.33            |
| ACF Fiorentina · Italia    | Total club    | Total club    | 137   | 26    | 16     | 11               | 7                | 2                | 5                     | 1                     | 0                     | 153   | 34    | 18     | 0.22            |
| Juventus F. C. · Italia    |               |               |       |       |        |                  |                  |                  |                       |                       |                       |       |       |        |                 |
| 2020-21                    | 1.ª           | 30            | 8     | 7     | 5      | 2                | 1                | 8                | 4                     | 1                     | 43                    | 14    | 9     | 0.33   |                 |
| 2021-22                    | 1.ª           | 14            | 2     | 2     | 0      | 0                | 0                | 4                | 2                     | 0                     | 18                    | 4     | 2     | 0.22   |                 |
| 2022-23                    | 1.ª           | 21            | 2     | 5     | 4      | 1                | 0                | 8                | 1                     | 1                     | 33                    | 4     | 6     | 0.12   |                 |
| 2023-24                    | 1.ª           | 33            | 9     | 2     | 4      | 1                | 0                | —                | —                     | —                     | 37                    | 10    | 2     | 0.27   |                 |
| Total club                 | Total club    | 98            | 21    | 16    | 13     | 4                | 1                | 20               | 7                     | 2                     | 131                   | 32    | 19    | 0.24   |                 |
| Liverpool F. C. Inglaterra | 2024-25       | 1.ª           | 6     | 0     | 0      | 5                | 2                | 1                | 3                     | 0                     | 0                     | 14    | 2     | 1      | 0.14            |
| Liverpool F. C. Inglaterra | 2025-26       | 1.ª           | 1     | 1     | 0      | 0                | 0                | 0                | 0                     | 0                     | 0                     | 1     | 1     | 0      | 1               |
| Liverpool F. C. Inglaterra | Total club    | Total club    | 7     | 1     | 0      | 5                | 2                | 1                | 3                     | 0                     | 0                     | 15    | 3     | 1      | 0.2             |
| Total carrera              | Total carrera | Total carrera | 242   | 48    | 32     | 29               | 13               | 4                | 28                    | 8                     | 2                     | 299   | 69    | 38     | 0.23            |
| 1. 2.                      |               |               |       |       |        |                  |                  |                  |                       |                       |                       |       |       |        |                 |

### Tripletes
Actualizado al último disputado jugado el 12 de noviembre de 2021.
| 1 | 30 de enero de 2019 | Artemio Franchi | Fiorentina - Roma    |  | 7 - 1 | Copa Italia 2018-19 |
| 2 | 29 de junio de 2020 | Artemio Franchi | Fiorentina - Bolonia |  | 4 - 0 | Serie A 2019-20     |

## Palmarés

### Títulos nacionales
| Título              | Club            | País       | Año  |
| ------------------- | --------------- | ---------- | ---- |
| Supercopa de Italia | Juventus F. C.  | Italia     | 2020 |
| Copa Italia         | Juventus F. C.  | Italia     | 2021 |
| Copa Italia         | Juventus F. C.  | Italia     | 2024 |
| Premier League      | Liverpool F. C. | Inglaterra | 2025 |

### Títulos internacionales
| Título   | Club (*) | Sede   | Año  |
| -------- | -------- | ------ | ---- |
| Eurocopa | Italia   | Europa | 2020 |

(*) Incluyendo la selección.

### Distinciones individuales
| Distinción                       | Año  |
| -------------------------------- | ---- |
| Equipo del Torneo de la Eurocopa | 2020 |